# Station Kirkland
La station Kirkland est une future station du Réseau express métropolitain située dans la ville de Kirkland au Québec.